# Rokytne (obwód lwowski)
Rokytne (ukr. Рокитне) – wieś na Ukrainie, w obwodzie lwowskim, w rejonie złoczowskim.
Do 1946 miejscowość nosiła nazwę Kolonia (ukr. Колонія, Kołonija).
Do 2020 w rejonie buskim. 